# Сельское поселение Надеждино
Се́льское поселе́ние Надеждино — муниципальное образование в Кошкинском районе Самарской области Российской Федерации.
Административный центр — село Надеждино.

## История
Деревни основаны в XIX веке немецкими поселенцами.
Статус и границы сельского поселения установлены Законом Самарской области от 25 февраля 2005 года № 48-ГД «Об образовании сельских поселений в пределах муниципального района Кошкинский Самарской области, наделении их соответствующим статусом и установлении их границ».

## Население
| 2010  | 2012  | 2013  | 2014  | 2015  | 2016  | 2017  |
| ----- | ----- | ----- | ----- | ----- | ----- | ----- |
| 1560  | ↘1498 | ↘1497 | ↘1488 | ↘1469 | ↘1442 | ↘1430 |
| 2018  | 2019  | 2020  | 2021  |       |       |       |
| ↘1406 | ↘1388 | ↗1394 | ↘1334 |       |       |       |

## Состав сельского поселения
| № | Населённый пункт | Тип населённого пункта       | Население |
| - | ---------------- | ---------------------------- | --------- |
| 1 | Александровка    | посёлок                      | 39        |
| 2 | Гранновка        | посёлок                      | 0         |
| 3 | Надеждино        | село, административный центр | ↘1074     |
| 4 | Новая Жизнь      | посёлок                      | 334       |
| 5 | Ягодный          | посёлок                      | 113       |